# Паули, Леслав
Леслав Паули (пол. Lesław Pauli, 2 июля 1919, Львов — 27 сентября 1986) — польский историк права, профессор кафедры всеобщей истории государства и права Ягеллонского университета, автор более двухсот публикаций.

## Биография
Он был сыном Владислава, юриста и судьи львовского суда; и Ванды, урождённой Гаевской. У него были брат Ежи и сестра Ванда.
В 1937 году он сдал выпускные экзамены в 10-й гимназии им. Генрика Сенкевича во Львове. Он начал обучение на факультете права и политических навыков в Университете имени Яна Казимежа во Львове, где он учился у профессора Кароля Кораны. Его отец умер во время Второй мировой войны. После войны Леслав Паули поселился в Кракове с матерью, братом и сестрой.
Леслав Паули получил степень магистра права в Ягеллонском университете в 1945 году на основе работы «Положение женщины в уголовном праве статутов итальянских коммун», вдохновлённой его покровителем Михалом Патканевским (в 1975 году её более обширная версия была издана в виде монографии Infirmitas sexus. Правовое положение женщин в свете правовых норм уголовно-статутного законодательства итальянских городов). Работал в Генеральной прокуратуре и юрисконсультом Провинциального народного совета в Кракове.
В 1955 году он подал заявку на кандидатскую диссертацию в области юридических наук на основании работы «Ян Никсдорф (1625–1697) – писатель процессуального права». В 1971 году Совет юридического факультета Ягеллонского университета присвоил ему степень доцента юридических наук в области всеобщей истории государства и права и истории римского права в Польше. В 1971–1976 годах Леслав Паули был доцентом, а в 1976 году получил звание и должность профессора.
После смерти Михала Патканевского он был заведующим кафедрой всеобщей истории государства и права Ягеллонского университета. Знал иностранные языки: немецкий, итальянский, французский, украинский. Он установил многочисленные международные контакты. В дополнение к своим работам по истории права в Польше XVI и XVII веков он опубликовал работы по истории европейского уголовного права в сравнении.
Похоронен на Раковицком кладбище в Кракове.

## Публикации
- Jan Nixdorf (1625–1697) – pisarz prawa procesowego (Kraków 1957)
- Austriacki kodeks karny z 1803 w Wolnym Mieście Krakowie, cz. I (Kraków 1968)
- Austriacki kodeks karny z 1803 w Wolnym Mieście Krakowiecz. II (Kraków 1970)
- Infirmitas sexus. Sytuacja prawna kobiet w świetle przepisów karnych ustawodawstwa statutowego miast włoskich (Kraków 1975)
- Poenae prioprie. Das Problem der Sonderstrafen in der Europäische Gesetzgebung aus den Jahren 1751-1903 (Kraków 1982)

## Награды
- Рыцарский крест ордена Возрождения Польши (1973)[2]
- Медаль Национальной комиссии по образованию[пол.][2]